# Дамба
Да́мба (англ. dam, dike, embankment; нім. Damm, Staudamm) — гідротехнічна споруда (вал) з піщано-глинистих ґрунтів, каміння тощо.
Розрізняють дамби:
- напірні (захисні), призначені для захисту низовин від затоплення, огородження каналів, з'єднання напірних споруд гідровузлів з берегами;
- безнапірні — для регулювання русел річок.

При необхідності дамби будують для убезпечення відкритих гірничих розробок (кар'єрів) від затоплення; на будівництві дамб використовують гірничу техніку (екскаватори, кар'єрні великоваговози тощо).
Як матеріал для дамб іноді використовують пусту породу (наприклад, в Західній Україні).

## Назва

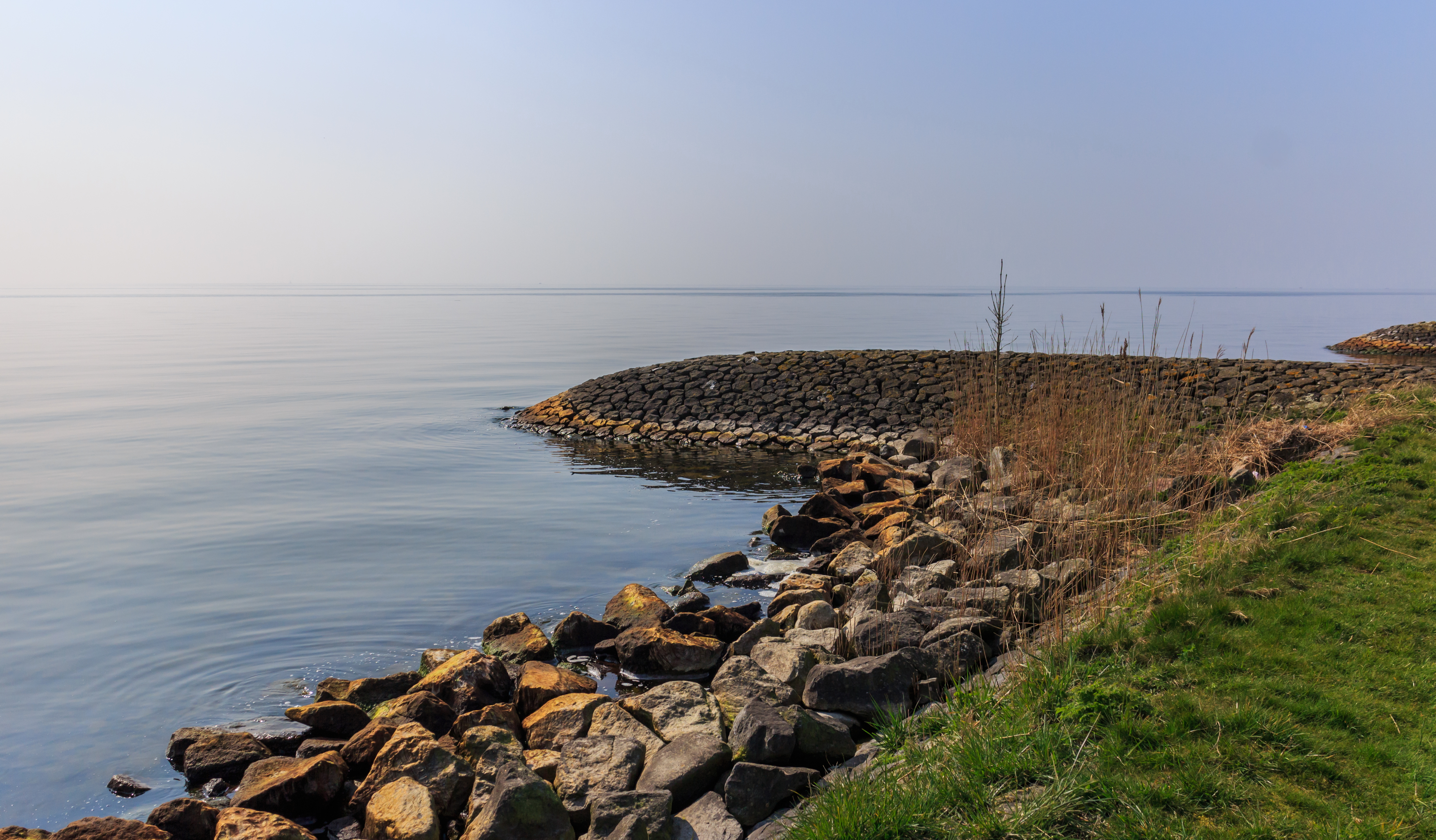
Дамба

Гребля з ґрунту

Термін «дамба» також позначали як синонім для слів «гре́бля», «га́тка», «та́ма». Проте вживання цього терміна в значенні «гребля» є неправильним згідно з нормативною термінологією, оскільки «дамба» — це гідротехнічна споруда у вигляді насипу для захисту території від повеней, для оточення штучних водойм і водотоків, для спрямування потоку води в потрібному напрямку.

## Приклад
Дамба мулонакопичувача (хвостосховища) — гідротехнічна споруда (вал), яка обмежує площу, що відведена для складування відходів збагачувальних фабрик (мулів, відвальних хвостів).